# 크노픽스
크노픽스(Knoppix)는 리눅스 배포판 가운데 하나다. 리눅스 전문가 Klaus Knopper가 만들었으며 컴퓨터를 켠 뒤 디스크로 바로 시동하여 쓸 수 있는 라이브 디스크형 배포판이다. XMMS, K3b, 김프, 오픈오피스, 아이스위즐, G파티드, Qt파티드 등 1000개를 넘는(모두 모으면 압축하지 않았을 때를 기준으로 약 9기가바이트에 이르는) 소프트웨어들이 평소에는 디스크 안에 압축된 채로 있다가 실행할 때 램 디스크에 압축이 풀린다. 크노픽스를 쓰면서 바뀐 점들을 다른 디스크에 저장할 수 있으며 다른 디스크에 크노픽스 자체를 심을 수도 있다.
배포되는 iso 파일은 700메가바이트대의 CD판과 4~5기가바이트대의 DVD판(막시(Maxi)판이라고도 부른다)으로 나뉘며 각 판은 또 영어판과 독일어판으로 나뉜다.
GUI로는 KDE, 플럭스박스, 아이스WM, TWM, 그누스텝이 들어가 있으며(기본은 KDE. 단 6.0부터는 LXDE) 내용은 자유 소프트웨어가 대부분이지만 비(非)자유 소프트웨어도 일부 들어가 있다.

## 같이 보기
- 데비안
- 댐 스몰 리눅스